# Juan Nepomuceno de Moncada
Juan Nepomuceno de Moncada y Berrio, marchese di Jaral de Berrio (Città del Messico, 15 gennaio 1781 – San Felipe, 11 giugno 1850), è stato un nobile e militare messicano.

## Biografia
Nacque a Città del Messico il 15 gennaio 1781 da Pietro, I marchese di Villafont (1732-1828), e dalla sua consorte, la nobildonna creola Mariana de Berrio y de la Campa y Cos, II marchesa di Jaral de Berrio (1752-1803), di cui era il penultimo di cinque figli. Il padre era un aristocratico siciliano appartenente alla dinastia Moncada della linea dei Principi di Larderia giunto in Messico nella seconda metà del XVIII secolo, la madre una ricca ereditiera. I genitori si separarono poco dopo la nascita della sorella minore Maria Josefa, con il padre che tornò in Sicilia, e divorziarono nel 1792.
Alla morte della madre, nel 1803, Moncada gli succedette nei titoli di Marchese di Jaral de Berrio e di Conte di San Mateo de Valpraíso, ed ereditò dalla medesima il possesso delle haciendas di Jaral, Cubo, Gallina, San Martín y Sierra Hermosa. Era considerato l'uomo più ricco del Messico nell'epoca antecedente alla sua indipendenza.
Fin da giovane, sull'esempio del padre, intraprese la carriera militare, per la quale ricevette numerose decorazioni. Conseguì il grado di colonnello dell'Esercito reale spagnolo per nomina fatta dal viceré Francisco Javier Venegas, del reggimento "Moncada" attivo durante la Guerra d'indipendenza del Messico del 1810-21, il cui contingente era formato da servi e garzoni della sua hacienda di Jaral de Berrio. L'8 luglio 1817, in pieno conflitto, la sua hacienda di Jaral de Berrio fu occupata e saccheggiata da uomini comandati da Francisco Javier Mina, del fronte indipendentista, i quali rubarono oro, argento, grano, semi e animali. Con la vittoria del fronte indipendentista, il Marchese di Jaral de Berrio, che fece parte dello sconfitto fronte realista, si conciliò con Agustín de Iturbide, proclamato primo imperatore del Messico nel 1821, a cui offrì il suo palazzo di Città del Messico, che divenne residenza imperiale. Il medesimo Imperatore Agustín, lo nominò suo gentiluomo di camera.
Ritiratosi nella sua tenuta di Jaral de Berrio, presso San Felipe, nel Guanajuato, vi morì l'11 giugno 1850, all'età di 69 anni. Il suo ricco patrimonio, di oltre 3 milioni di pesos, fu suddiviso tra i suoi numerosi figli.

### Matrimoni e discendenza
Juan Nepomuceno de Moncada y Berrio, II marchese di Villafont e II marchese di Jaral de Berrio, sposò in prime nozze María Antonia Sesma y Sesma, da cui ebbe tre figlie (Guadalupe, María Dolores, Maríana). Rimasto vedovo nel 1805, si risposò con Manuela Barón de Lara, da cui ebbe il figlio Agustín. Nel 1821, sposò in terze nozze la nobildonna Teodora Hurtado de Mendoza y Tapia, che era stata dapprima sua amante e da cui ebbe otto figli (Juana, Juan Isidoro, Joaquín María, Mariano, José Néstor, María Manuela, Francisco María, Antonio, Félix).
Ebbe anche sette figli naturali, cinque dei quali avuti dall'amante Simona Hérnandez.